# 杉本あきこ
杉本 あきこ（すぎもと あきこ、12月9日 - ）は、日本の漫画家。大阪府出身。血液型はAB型。
りぼん漫画スクール2006年9月号で準りぼん賞を受賞した『Light!』でデビュー。
同期にりぼん賞を受賞した雪丸もえや同点数でデビューを果たしたつわぶき杏、かるき春がいる。

## 作品リスト
- Light!（デビュー作・2007年りぼん超びっくりお正月大増刊号掲載）
- ラストライン（2007年夏休み大増刊号りぼんスペシャル掲載）